# Gare de Kaitaichi
La gare de Kaitaichi (海田市駅, Kaitaichi-eki) est une gare ferroviaire du bourg de Kaita, dans la préfecture d'Hiroshima au Japon. La gare est exploitée par la compagnie JR West.

## Situation ferroviaire
Gare de bifurcation, Kaitaichi est située au point kilométrique (PK) 298,3 de la ligne principale Sanyō. Elle marque la fin de la ligne Kure.

## Historique
La gare de Kaitaichi a été inaugurée le 10 juin 1894.

## Service des voyageurs

### Accueil
La gare dispose d'un bâtiment voyageurs, avec guichets, ouvert tous les jours.

### Desserte
- Ligne principale Sanyō :
  - voie 1 : direction Saijō et Mihara
  - voies 2 et 3 : direction Hiroshima et Iwakuni
- Ligne Kure :
  - voie 4 : direction Kure et Hiro
  - voie 5 : direction Hiroshima